# برج علي أباد
برج علي‌أباد هو أحد الابينة التاريخية ويقع في مقاطعة بردسكن في محافظة خراسان الرضوي علي بعد 12 كلم عن مدينة بردسكن في قسم مركزي في قرية علي أباد كشمر علي قلعة التاريخية كوشك إيران. تم تسجيل برج علي‌ أباد كأحد المواقع الأثرية الإيرانية.